# Mșaneț, Zboriv
Mșaneț (în ucraineană Мшанець) este localitatea de reședință a comunei Mșaneț din raionul Zboriv, regiunea Ternopil, Ucraina.

## Demografie
Componența lingvistică a localității Mșaneț
     Ucraineană (100%)
Conform recensământului din 2001, toată populația localității Mșaneț era vorbitoare de ucraineană (100%).